# Sonny Clark Quintets
Sonny Clark Quintets è un album del pianista statunitense Sonny Clark, pubblicato dalla Blue Note Records nel 1958.
Il disco fu registrato al Rudy Van Gelder Studio ad Hackensack nel New Jersey (Stati Uniti).

## Tracce
Lato A
1. Royal Flush – 9:04 (Sonny Clark) – Registrato il 5 gennaio del 1958
2. Lover – 7:05 (Lorenz Hart, Richard Rodgers) – Registrato il 5 gennaio del 1958

Lato B
1. Minor Meeting – 6:54 (Sonny Clark) – Registrato l'8 dicembre del 1957
2. Eastern Incident – 8:15 (Sonny Clark) – Registrato l'8 dicembre del 1957
3. Little Sonny – 6:33 (Sonny Clark) – Registrato l'8 dicembre del 1957

## Musicisti
Sonny Clark Quintet
Brani A1 & A2
- Sonny Clark - pianoforte
- Art Farmer - tromba
- Jackie McLean - sassofono alto
- Paul Chambers - contrabbasso
- Philly Joe Jones - batteria

Sonny Clark Quintet
Brani B1, B2 & B3
- Sonny Clark - pianoforte
- Clifford Jordan - sassofono tenore
- Kenny Burrell - chitarra
- Paul Chambers - contrabbasso
- Pete LaRoca - batteria